# Hans Aeschbacher
 Hans Aeschbacher  (* 18. Januar 1906 in Zürich; † 27. Januar 1980 in Uster) war ein Schweizer Maler und Bildhauer.

## Werdegang

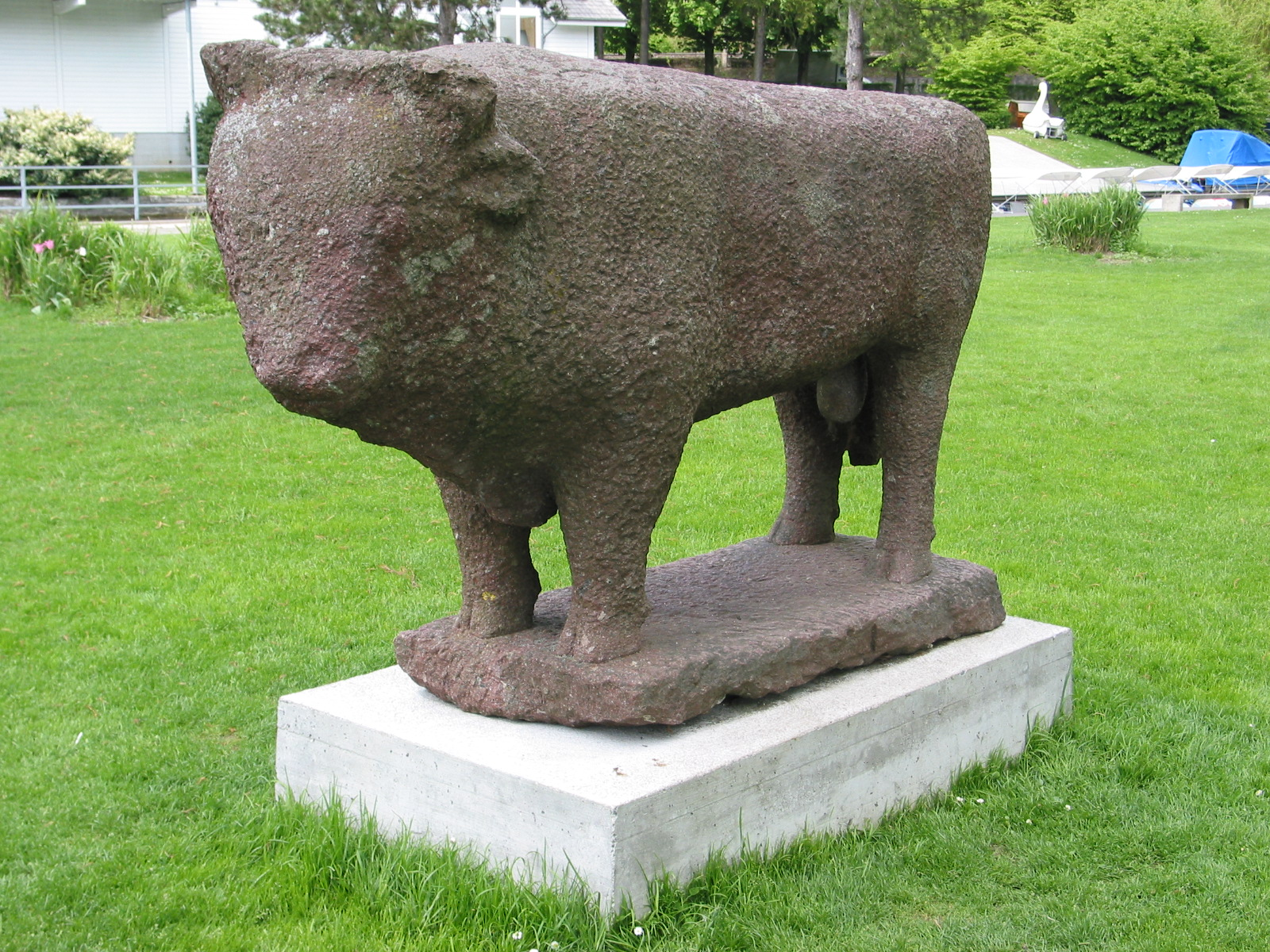
Stier (1947) in Biel/Bienne

Hans Aeschbacher wurde 1906 in Zürich geboren. Er machte eine Ausbildung zum Drucker, bevor er als Autodidakt mit der Malerei begann. Die Themen seiner Gemälde sind bis in die dreissiger Jahre Landschafts- und Porträtmalerei. Er war kurze Zeit mit Hanny Fries verheiratet.
Ab dem Jahr 1936 widmete sich Aeschbacher zunehmend der Bildhauerei. Seine ersten Skulpturen sind noch figurativ und meist aus Terrakotta und Gips geformt. Im Jahr 1938 entstand Aeschbachers erste Steinskulptur. Nach 1945 wurde seine Bildhauerei abstrakt, seine Skulpturen wurden nun aus Stein oder Metall gefertigt. In den 1950er Jahren wurden seine Skulpturen monumentaler. 1953 kam mit seiner ersten Lava-Skulptur eine neue kreative Phase in Hans Aeschbachers künstlerisches Schaffen.
Hans Aeschbacher war bis kurz vor seinem Tod als Künstler tätig. Er starb im Januar 1980 nach kurzer Krankheit im Kantonsspital Uster.

## Ausstellungen
- 1958: Biennale von Venedig
- 1959: documenta II, Kassel
- 1964: Biennale von Venedig
- 1964: documenta III, Kassel
- 1966: Kunstverein Ingolstadt
- 1989: Skulpturen, Galerie Roswitha Haftmann Modern Art, Zürich[2]

## Auszeichnungen und Preise
- 1947: Conrad-Ferdinand-Meyer-Preis

## Schüler
- Silvio Mattioli

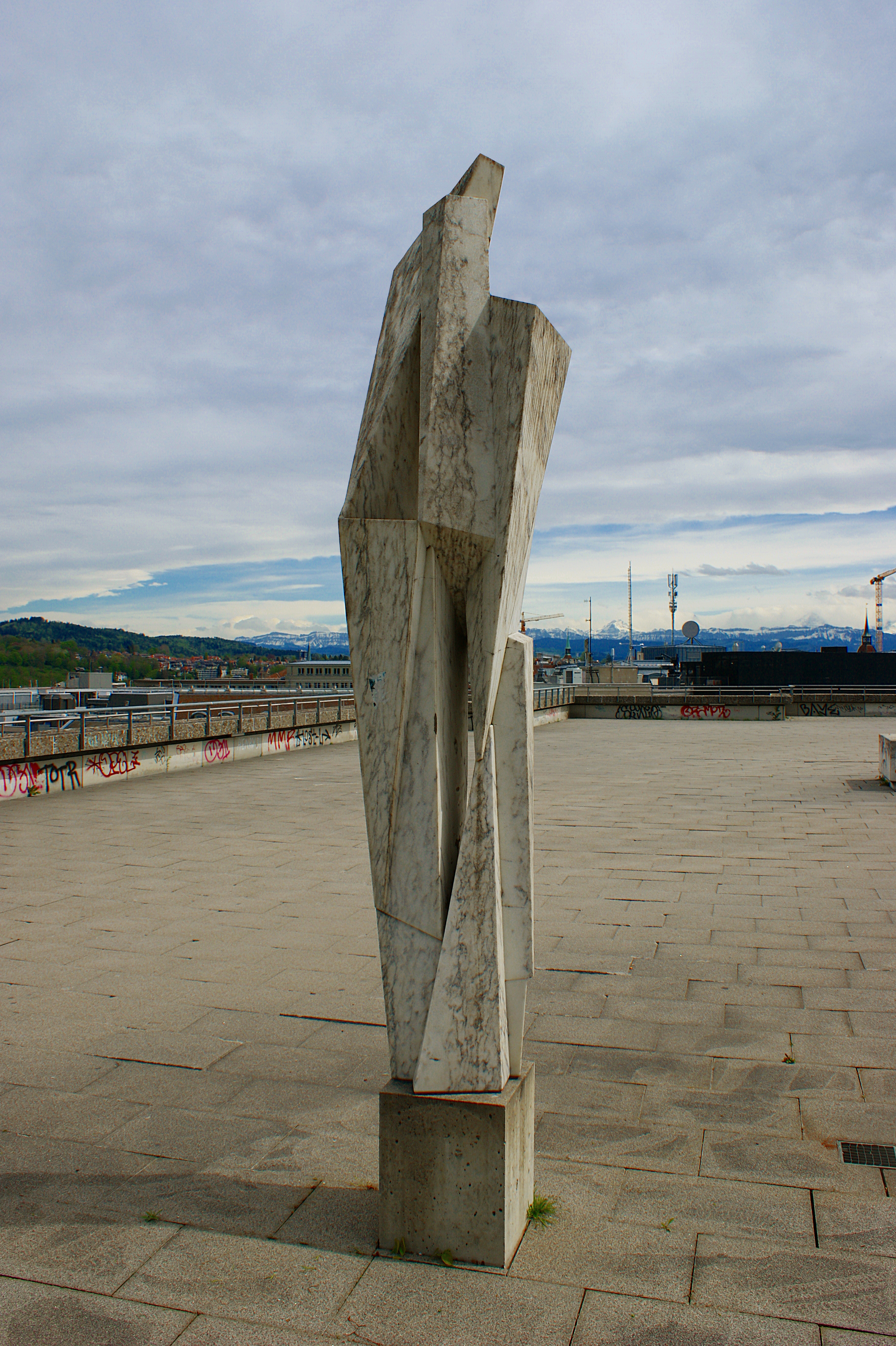
1961, Marmorskulptur Figur IV, Universität Bern
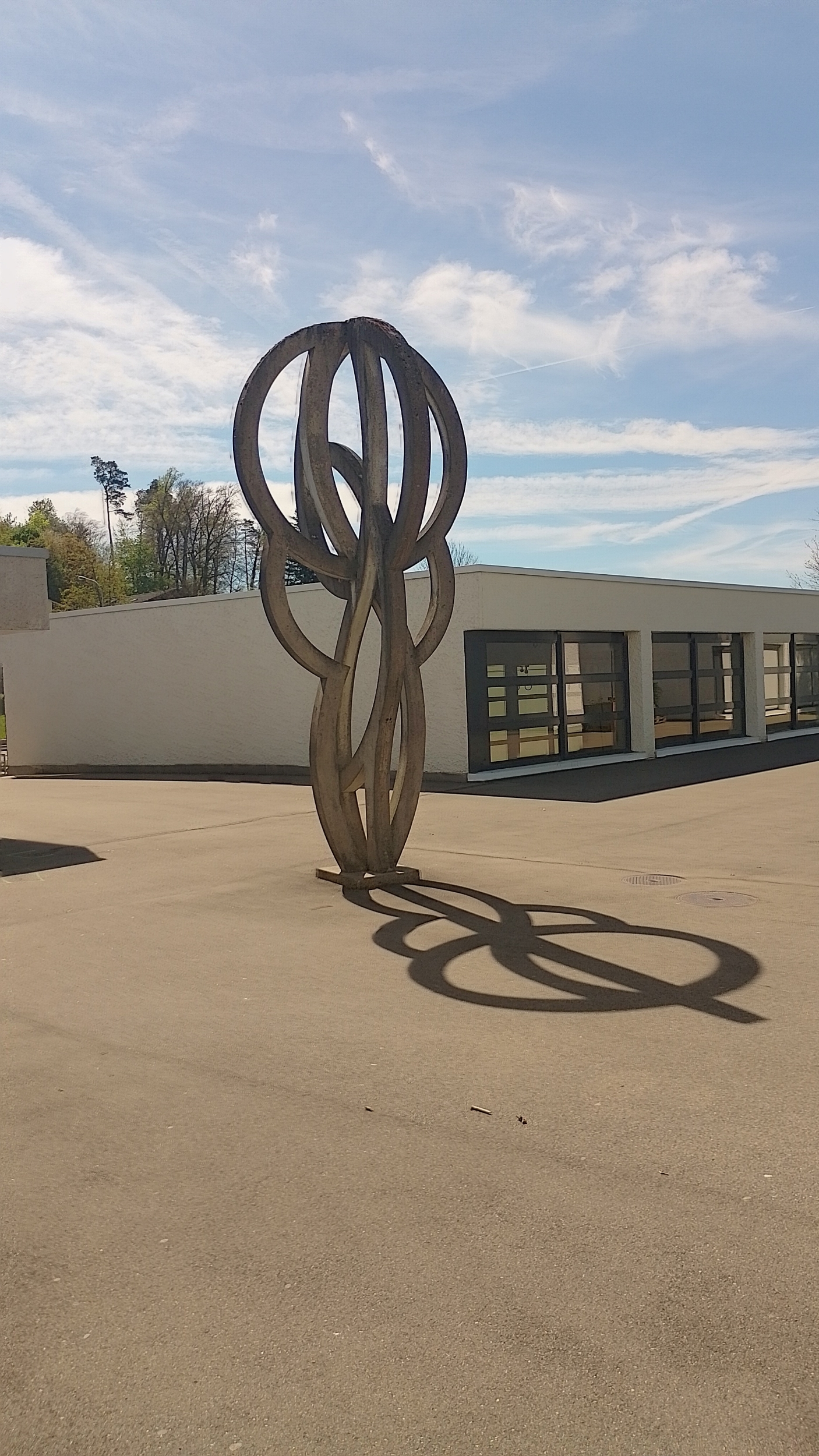
1969, Figur III, Schulhaus Weidli, Uster
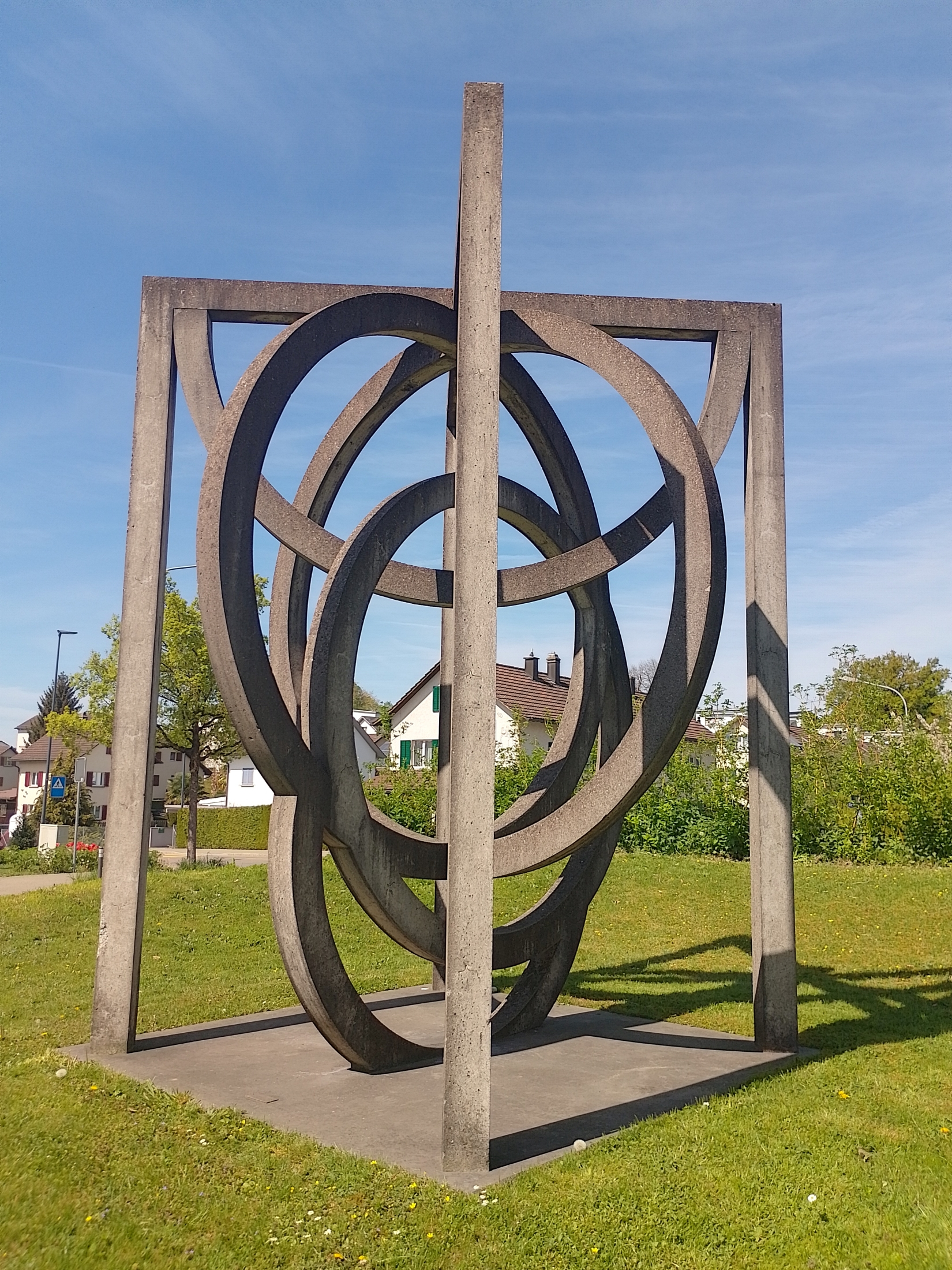
1972, Figur I, Schulhaus Gschwader, Uster
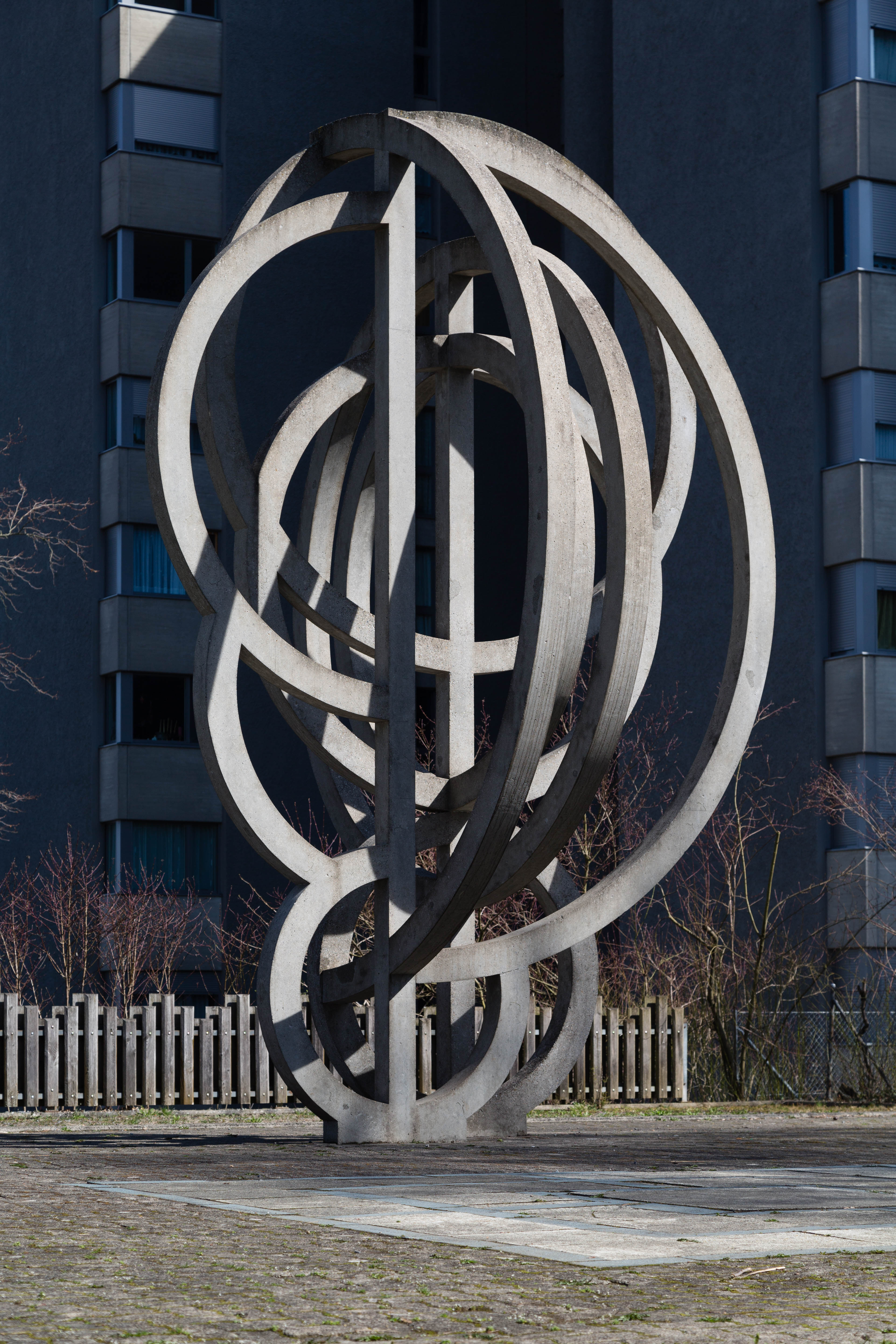
1972/1973, Figur I, Wohnsiedlung Utohof, Zürich